# Park Sang-ryung
 (décembre 2020).
Pour les articles homonymes, voir Park.
Bak Sang-ryung (hangeul : 박상륭) né le 26 août 1940 et mort le 1er juillet 2017, est un romancier sud-coréen. Son œuvre la plus célèbre est Une étude de la mort (Jugeumui han yeon-gu, 1975), roman qui raconte les 40 jours précédant la mort d'un moine anonyme. Il décrit son travail comme dans Paroles disparates (잡설, Japseol) ou dans une discussion ouverte, parce que ses écrits forment une sorte de grande rêverie métaphysique sur la nature de l'humanité, sur la transcendance, et la mort. Il a la réputation d'être un écrivain difficile d'accès non seulement en raison de son discours symbolique et allusif, mais aussi en raison de son style expérimental et complexe.

## Biographie
Bak Sang-ryung est né le 26 août 1940 à Jangsu, dans la province de Jeollabuk-do. Il est le cadet d'une famille de huit enfants, un de ses frères aînés est décédé quand il avait quatre ans. Sa mère disparaît alors qu'il n'a que seize ans. Il a commencé à composer ses poèmes à l'école primaire et n'est devenu romancier que lorsque la poésie ne lui rapportait plus de quoi vivre. En 1961, il s'inscrit  l'Institut des arts Sorabol pour étudier l'écriture créative. Il fait ses débuts littéraires en 1963 quand sa nouvelle intitulée Akeldama fut publiée dans la revue littéraire Sasanggye. Le succès de son premier roman lui a permis de publier plus d'articles et de nouvelles dans cet organe. Il intègre ensuite l'université Kyung Hee en 1965 avec pour spécialité les sciences politiques et les études internationales ; cependant il n'a jamais pu assister aux cours dans la mesure où a été embauché par la revue Sasanggye en 1967. Durant la même année, il épouse Bae Yoo-ja qui travaillait alors comme infirmière depuis 1959. En 1969, il décide d'immigrer avec son épouse à Vancouver au Canada. Ses trois filles (Christina, Ondine, et Augustine) sont nées au cours de cette période. Pendant ce temps, il a continué à écrire et à publier en coréen. Il est retourné en Corée du Sud en 1998 avec l'intention de s'y établir de manière permanente tout en continuant à voyager entre le Canada et la Corée du Sud.

## Œuvre

### Sujet
Il considère que son écriture se situe entre le roman et les textes religieux, dans la mesure où il cherche à travers l'écriture à atteindre le degré de spiritualité propre au moksha (dans le jaïnisme). Il décrit son travail comme un traité sur le "Mwalm" (뫎) --  mot composé inventé par lui qui concentre les notions de corps, de parole et d'esprit. Il s'agit d'un thème important dans ses récits car il caractérise le chemin de l'univers du corps à travers l'univers du discours pour parvenir à l'univers de l'esprit. Ainsi, seuls les humains sont capables d'appartenir à ces trois univers (les animaux n'ont pas la parole, les dieux n'ont pas de corps physique, et la nature n'a pas l'esprit), ils sont les seuls qui peuvent échapper aux cycles de la vie et de la mort et ainsi mettre fin à leur souffrance. Le passage à travers ces univers est ce qui constitue l'évolution physique et spirituelle vers le statut de moksha.
Alors qu'il développe dans ses récits cette notion de "Mwalm", les œuvres de Bak s'aventurent sur des thèmes tels que le temps, la relation entre les dieux et les hommes, les rêves et la nature. Néanmoins, les notions de "Pravritti" et "Nivritti" sont les thèmes prédominants dans ses récits. Il définit ces deux notions par le progrès et le retrait (ou l'abandon), l'une étant une idée incarnée par le Samsara et l'autre un cadre incarnant le Nirvana. Dans les notions de "Pravritti" ou de "Rupa", on ne trouve pas la notion de temps, il n'y a ainsi pas de contrôle de la violence et de la lubricité du cycle du Samsara ; d'autre part, les notions de "Nivritti" ou de "Sunyata" constituent un univers immuable où la libération de l'âme peut se produire.

### Influence
Les influences qu'il a subies peuvent se comprendre facilement du fait que sa quête du salut l'a amené à incorporer dans son travail de nombreuses conceptions philosophiques, religieuses, mythiques et littéraires. Ses œuvres sont ainsi largement influencées par Nietzsche, Jung, Laozi, Zhuangzi, I Ching, Bardo Thödol, Platform Sutra, Prajnâpâramitâ, Diamond Sutra, Rig Veda, la Bible, Cheondoism, le jaïnisme, le chamanisme, les Upanishads, la mythologie grecque, la mythologie sumérienne, la mythologie indienne, le folklore coréen (y compris Dangun), Shan Hai-jing, la poésie coréenne, comme celle de Yi Sang et de Kim So-wol, le pansori coréen, Arbert Camus, Hesse, TS Eliot, Dante, Dostoïevski, le travail de Jessie Weston, Mircea Eliade etc. Ses œuvres incorporent ces influences soit par des citations directes (avec leurs sources) soit par des paraphrases insérées dans des conversations. Il a également déclaré que ses mentors spirituels étaient Milarepa, Nagarjuna, et Padmasambhava. 

### Style
Bak Sang-ryung est connu pour avoir écrit des récits complexes, avec de longues phrases ponctuées seulement par quelques virgules. Ces phrases s'étalent ainsi sur six à dix lignes, caractéristique peu commune en coréen. Les personnages de ses œuvres parlent souvent avec une forme modifiée du dialecte de la région Jeolla et prennent des libertés avec la grammaire coréenne, en particulier sur les terminaisons verbales. Par ailleurs, il utilise souvent des caractères chinois inexpliqués, des mots  du coréen ancien, ou tout simplement des termes savants. Ces caractéristiques stylistiques sont interprétées comme une tentative de l'auteur pour transcender la langue coréenne. 

## Sur quelques ouvrages

### De morte
Un jeune moine anonyme, apprenti, sans précepte, sans doute de 33 ans, autoproclamé moine Étang quand il est amené à pêcher du poisson dans l'étang asséché, est le narrateur principal de ses quarante dernières journées de cette existence, avant quelque réincarnation que ce soit.
Le bouddhisme est au centre de ses préoccupations : philosophie, cosmogonie, mythologie, symbolique, avec son lot de koans, sornettes et plaisanteries avec ses interlocuteurs. Les principaux sont le monstrueux moine Vénérable et son disciple borgne le moine Chapelle, qu'il s'accuse d'avoir tués : j'avais envie de m'avouer à moi-même encore et encore mes crimes. Le moine responsable sur la zone de Yuri est le moine Chapelle, qui le soupçonne aussi d'être l'assassin du moine Chemin, sans doute le père du narrateur, qui l'a formé à la mort de sa mère, prostituée de défavorisés comme les lépreux.
Un moine errant, ou moine mendiant, ou pseudo-moine, comme tout moine (avec chapeau de bambou, manteau de paille, besace et calebasse), avant de renoncer, peut et doit d'abord succomber : nourriture, sexualité, spiritualité... Extirper mon désir sexuel signifie pénis, cul, vagin, baiser, syphilis, se masturber, moine lubrique, vieille nymphomane, etc.
Dans le labyrinthe de la vie de Yuri, il rencontre une très jeune maîtresse-nonne, d'un groupe de jeunes prostituées pas sacrées, mais auxquelles s'intéressent les moines. Elle refuse de l'accompagner à la ville. La première expérience en ville est l'incursion dans l'église abandonnée, la chasuble habitée du dernier pasteur, et la première rencontre douloureuse avec le petit peuple. Il est sauvé et hébergé par le Doyen de la ville.
Et son comportement est apprécié de tous, religieux et ouvriers.
Il tient, à la demande du Doyen, un long discours devant un public principalement chrétien (278-345[passage promotionnel]). Le Doyen lui propose de larges responsabilités, qu'il refuse, préférant porter son fardeau jusqu'au bout, suivre et subir la loi karmique de rétribution des actes passés.
Le Doyen lui avoue que la richesse familiale provient de la prostitution, de l'opium et de l'alcool. 
Et pourtant le jeune moine connaît désormais également la très jeune fille du pasteur mort et la très jeune petite-fille du Doyen.